# Onon
Onon (ryska: Онон, mongoliska: Онон гол – Onon gol) är en flod i Mongoliet och Zabajkalskij kraj i Ryssland. Den är 818 km lång, med ett upptagningsområde på 94 010 km². Den har sitt ursprung i bergen Khentii. De första 298 km av floden ligger i Mongoliet. Ca 20 km uppströms från staden Sjilka löper Onon samman med floden Ingoda, bildar floden Sjilka. 
Övre Onon är ett av de områden som påstås vara den plats där Djingis Khan föddes och växte upp. 
Onon är floden Amurs främsta tillflöde, och flodsystemet Amur-Sjilka-Onon är tillsammans en av världens tio längsta floder (2874 km + 560 km + 818 km). 
Onons floddal räknas tillsammans med floddalarna för Cherlen och Tuul ("de tre floderna") till det mongoliska folkets ursprungliga hemland.